# Бенджамін Джозеф Новак
Бенджамін Джозеф Маналі Новак (нар. 31 липня 1979, Ньютон, Массачусетс) — американський актор і телевізійний сценарист. Він п'ять разів номінувався на премію «Еммі» та отримав дві Премії Гільдії кіноакторів.

## Раннє життя
Бенджамін народився 31 липня 1979 року в Ньютоні, штат Массачусетс. Його батьки — Лінда (уроджена Маналі) та письменник Вільям Новак.
Новак — єврей. Його батько був співредактором «Великої книги єврейського гумору» та написав мемуари про Ненсі Рейган, Лі Якокку, Меджика Джонсона та інших. У Бенджаміна є два молодших брата: Лев Новак і композитор Джессі Новак.
Він навчався в початковій школі Соломона Шехтера у Великому Бостоні, після цього відвідував Браунську середню школу. Він їздив до табору Рама в Новій Англії в Массачусетсі влітку декілька років поспіль, коли навчався в 6, 7 і 9 класах.
Він відвідував середню школу Ньютон-Саут разом із майбутнім колегою серіалу «Офіс» Джоном Кразінські, закінчивши її у 1997 році. Новак редагував одну зі шкільних газет Левовий рик" і разом із Кразінські написав сатиричну п'єсу.
Закінчив Гарвардський університет у 2001 році, де він був членом Harvard Lampoon. Він спеціалізувався на англійській та іспанській літературах і написав дисертацію з відзнакою про «Гамлет» Шекспіра. Також Бенджамін час від часу ставив постановки та виступав у вар'єте-шоу під назвою The BJ Show разом із однокурсником Гарварду Браяном Джефрі Авереллом.

## Кар'єра
Після закінчення Гарварду він переїхав до Лос-Анджелеса, штат Каліфорнія, і почав виступати в клубах як стендап-комік. Його перший живий стендап-виступ відбувся в Голлівудському молодіжному хостелі 10 жовтня 2001 року. У 2003 році Variety назвав його одним із «Десяти коміків, на яких варто звернути увагу».
Новак був сценаристом короткочасного ситкому The WB «Виховування тата». Він виступав на Comedy Central і на Late Night with Conan O'Brien.
Телевізійна акторська кар'єра Новака почалася на MTV Punk'd. Він був головним спільником Ештона Кутчера у другому сезоні шоу в 2003 році, розігруючи Гіларі Дафф, Рейчел Лі Кук, Ашера та Майю Геррісон. 
Зображення Новака стало загальнодоступним як стокове фото та використовувалося на різних міжнародних продуктах, зокрема, як повідомляється, на певному типі одеколону Calvin Klein у Швеції.

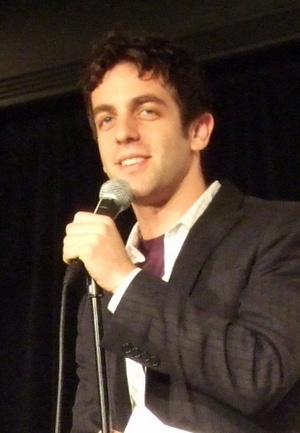
Новак у червні 2007 року

### Офіс
Почувши перший жарт Новака в комедійному клубі, виконавчий продюсер Грег Деніелс вирішив, що «хоче щось з ним зробити». Згодом Новак був обраний на роль Раяна Говарда, який вперше представлений у шоу як тимчасовий співробітник Дандер Міфлін у Скрентоні, штат Пенсільванія. Персонаж Новака зазнає злетів і падінь протягом усієї своєї кар'єри, а також має стосунки з Келлі Капур (Мінді Калінг).
Новак був актором шоу, а також продюсером і сценаристом. Він разом із Мінді Калінг, Грегом Деніелсом, Майклом Шуром і Полом Ліберштейном були сценаристами серіалу. Новаку приписують авторство 15 епізодів шоу, включаючи номіновані Гільдією сценаристів Америки епізоди «День різноманітності» та «Місцева реклама».
21 липня 2010 року в новинах повідомлялося, що Новак підписав контракт на зйомки у сьомому та восьмому сезонах серіалу. Згідно з новими умовами, він був призначений виконавчим продюсером у середині 7 сезону та режисером двох епізодів шоу. Новак залишив Офіс після прем'єри дев'ятого сезону «Нові хлопці», однак повернувся запрошеною зіркою в останньому епізоді серіалу. В подкаст-інтерв'ю, яке Новак дав у 2021 році на шоу Декса Шепарда, він підтвердив, що йому пропонували посаду шоуранера 9 сезону, але він відмовився від неї, оскільки вирішив, що він втратив інтерес до серіалу, а отже настав час переходити до нових проектів.
Новак і його колеги-сценаристи та продюсери «Офісу» п'ять разів поспіль були номіновані на премію «Праймтайм Еммі» за найкращий комедійний серіал з 2007 по 2011 рік.

У червні 2009 року в інтерв'ю The Philadelphia Inquirer Новак розповів про те, як поділився успіхом «Офісу» зі своїм однокласником із середньої школи Ньютон-Саут Джоном Кразінські: 
«Іноді, коли це здається занадто гарним, щоб бути правдою, я думаю, що якби це все було сном, саме це мало б мене підказати [що це сон, а не реальність]. Я прокидався і казав: „Я був у цьому неймовірному телешоу, і воно стало великим хітом, а зіркою був Джон [Кразінські] зі старшої школи. Хіба це не дивно?“»

### Кар'єра після Офісу
Новак зіграв ролі другого плану у відомому військовому фільмі Квентіна Тарантіно «Безславні виродки» 2009 року, драмі Джона Лі Генкока «Порятунок містера Бенкса» 2013 року та біографічній драмі Генкока «Засновник» 2016 року про засновника компанії McDonald's.
Новак також знявся у фільмах «Неповнолітні без супроводу» у 2006 році, «Трошки вагітна» у 2007 році, «Спорожніле місто» у 2007 році, «Стажери» у 2013 році та «Нова Людина-павук 2. Висока напруга» у 2014 році.
Новак озвучив Бейкера Смурфа у «Смурфиках» у 2011 році та «Смурфиках 2» у 2013 році.
Він знявся в кількох епізодах серіалів «Проєкт „Мінді“» та «Новини», а також знявся в епізодичних ролях у серіалах «Спільнота» та «Божевільна колишня дівчина». Він також був продюсером-консультантом першого сезону «Проекту „Мінді“».
Новак написав сценарій, став режисером і виконавчим продюсером півгодинного антологічного серіалу під назвою Передумова, випущеного на телеканалі FX у 2021 році. Бенджамін зіграв головну роль у трилері «Помста» 2022 року, сценаристом і режисером якого він також був. Зйомки почалися в березні 2020 року, але були призупинені через пандемію COVID-19 до січня 2021 року. У травні 2020 року було оголошено, що він буде сценаристом і виконавчим продюсером майбутнього шоу під назвою Молоді люди на HBO Max.

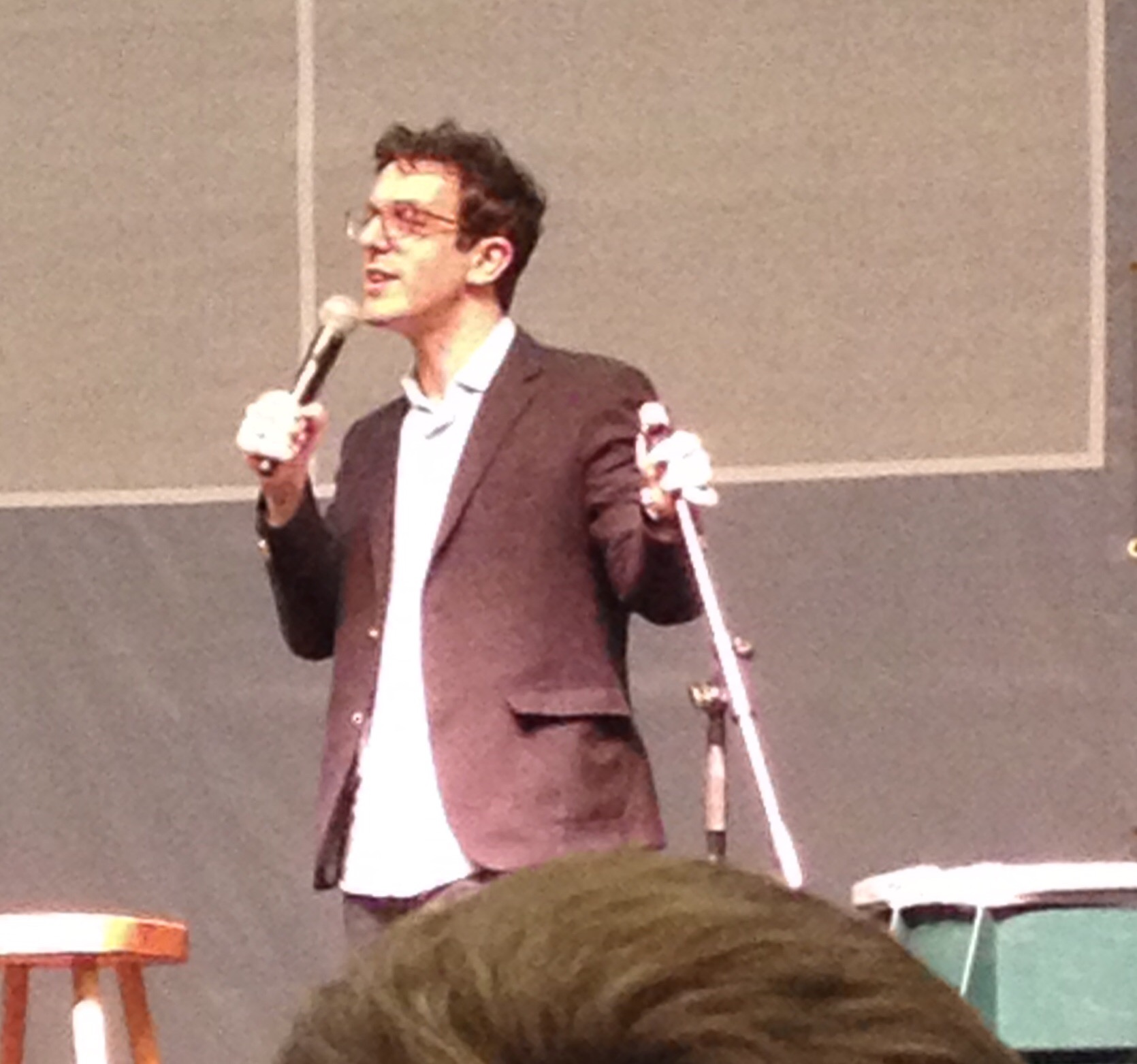
Новак у вересні 2013 року

### Книжкова угода
11 квітня 2013 року видавництво Alfred A. Knopf оголосило про підписання з Новаком семизначної угоди на дві книги, причому першою книгою планується збірка фантастичних оповідань Вуді Аллена. 4 лютого 2014 року була опублікована книга з 64 оповіданнями One More Thing: Stories and Other Stories, яка протягом 6 тижнів перебувала в списку бестселерів художньої літератури в твердій палітурці New York Times.
Новак також підписав угоду з лейблом дитячих книг «Penguin» і написав «Книгу без малюнків», яка вийшла 30 вересня 2014 року. Станом на січень 2021 року «Книга без малюнків» пробула загалом 174 тижні в списку бестселерів ілюстрованих книжок New York Times з моменту свого виходу, 34 тижні тримаючи перший номер у списку. Бенджамін сказав, що написав дитячу книгу частково тому, що «для мене немає більш значущого, важливого чи захоплюючого правила, яке можна було б познайомити з дітьми, ніж сила написаного слова».
19 листопада 2019 року «Моя книжка без малюнків» була опублікована як додаткова книга із заповненням пустих місць до «Книги без малюнків», щоб діти могли написати власну історію.

### The List App
14 жовтня 2015 року Новак разом із співзасновником Девом Флаерті випустив додаток Apple iOS під назвою The List App. Додаток був номінований на премію Webby Award (поступившись у своїй категорії Beme і Pocket) у 2016 році. У травні 2016 року додаток було перейменовано в «li.st», й він став доступним на платформі Android. У вересні 2017 року додаток було закрито через відсутність користувачів.

### 2023-тепер
У 2023 році Disney підписав контракт з Новаком на екранізацію казки «Спляча красуня», адаптованої у жанрі бойовика. Натхненням для створення сценарію Новак назвав час, проведений ним як хрещеним батьком «навколо дітей», і 40 років пошуків кохання.
У нього є молодший брат на ім'я Лев, який є письменником-початківцем, і старший брат на ім'я Джессі, який є музичним композитором.

## Особисте життя
Новак тісно дружить із Мінді Калінг, з якою він познайомився під час зйомок у серіалі Офіс, і назвав її «найважливішою людиною в моєму житті». Вони зустрічалися під час написання та гри в шоу, іноді віддзеркалюючи природу стосунків між їхніми персонажами Раяном Говардом і Келлі Капур. Новак є хрещеним батьком двох дітей Калінг. Він живе в Лос-Анджелесі.

### Книги
- Новак, Бенджамін Джозеф (4 лютого 2014). One More Thing: Stories and Other Stories. Knopf Doubleday Publishing Group. ISBN 9780385351836.
- Новак, Бенджамін Джозеф (30 вересня 2014). The Book with No Pictures. Dial Books. ISBN 9780803741713.
- Novak, B. J. (19 листопада 2019). My Book with No Pictures. Dial Books. ISBN 9780593111017.

### Нариси, звіти та інші внески

#### Публікації
- Novak, B. J. (1998). My Unhappy Rendezvous with Magical Realism. The Harvard Lampoon.
- Novak, B. J. (4 листопада 2013). The man who invented the calendar. Shouts & Murmurs. The New Yorker. Т. 89, № 35. с. 64—65.
- Novak, B. J. (28 листопада 2013). Kellogg's. Nautilus (7).
- Novak, B. J. (30 грудня 2013). A Good Problem to Have. One Story (187).
- Novak, B. J. (16 січня 2014). Kellogg's. Nautilus (9).
- Novak, B. J. (March 2014). Julie And The Warlord. Playboy.
- Novak, B. J. (November 2020). My Unhappy Rendezvous with Magical Realism. The Harvard Lampoon.
- Novak, B. J. (November 2020). Gag Gifts. The Harvard Lampoon.

Новак також має розділ із порадами в книзі Тіма Ферріса «Інструменти титанів».

## Фільмографія
|  | Позначає твори, які ще не видані |

### Кіно

#### Актор
| Рік  | Назва                               | Роль                | Примітки        |
| ---- | ----------------------------------- | ------------------- | --------------- |
| 2006 | Неповнолітні без супроводу          | Бортпровідник       |                 |
| 2007 | Трошки вагітна                      | Безіменний лікар    |                 |
| 2007 | Спорожніле місто                    | Містер Феллон       |                 |
| 2009 | Безславні виродки                   | Смітсон Утович      |                 |
| 2011 | Смурфики                            | Пекар Смурф         | Актор озвучення |
| 2012 | Диктатор                            |                     | Не зазначений   |
| 2013 | Стажери                             | інтерв'юер          |                 |
| 2013 | Смурфики 2                          | Пекар Смурф         | Актор озвучення |
| 2013 | Порятунок містера Бенкса            | Роберт Б. Шерман    |                 |
| 2014 | Нова Людина-павук 2. Висока напруга | Алістер Смайт       |                 |
| 2016 | Засновник                           | Гаррі Дж. Зоннеборн |                 |
| 2022 | Помста                              | Бен Маналовіц       |                 |
| 2026 | Диявол носить «Прада» 2             |                     |                 |

#### Сценарист/режисер
| Рік  | Назва  | Примітки            |
| ---- | ------ | ------------------- |
| 2022 | Помста | Сценарист і режисер |

### Телебачення

#### Актор
| Рік       | Назва                           | Роль           | Примітки |
| --------- | ------------------------------- | -------------- | --- |
| 2003      | Punk'd                          | Польовий агент | 5 серій |
| 2005–2013 | Офіс                            | Раян Говард    | 166 серійПремія Гільдії кіноакторів за найкращу гру в комедійному серіалі (2006, 2007)Номінація — премія «Еммі» за найкращий комедійний серіал (2007—2011) Номінація — Премія Гільдії кіноакторів за найкращу гру в комедійному серіалі (2008—2012)Номінація — Премія «Призма» за найкращу роль у комедійному серіалі (2009) |
| 2013–2016 | Проєкт «Мінді»                  | Джеймі         | 5 епізодів: - Сезон 1, серія 13 — «Гаррі та Саллі» - Сезон 1, серія 14 — «Гаррі та Мінді» - Сезон 1, серія 24 — «Візьми мене з собою» - Сезон 3, серія 21 — «Краща людина» - 5 сезон, 7 серія — «Помста медсестри» |
| 2014      | Спільнота                       | Містер Єгипет  | Сезон 5, серія 13 — «Стандартний сендвіч» (камео) |
| 2014      | Новини                          | Лукас Прюіт    | 4 епізоди: - Сезон 3, епізод 3 — «Головний суддя» - Сезон 3, епізод 4 — «Презирство» - Сезон 3, епізод 5 — «О Шенандоа» - Сезон 3, серія 6 — «Який це був день» |
| 2015      | Артур                           | MC             | Сезон 19, серія 10 — «Останній день» (озвучка) |
| 2016–2018 | Божевільна колишня дівчина      | Камео          | 2 епізоди: - Сезон 1, серія 13 — «Ми з Джошем їдемо в Лос-Анджелес» (камео) - Сезон 3, епізод 10 — «О, Натаніель, все почалося!» (камео) |
| 2020      | Домашнє кіно: Принцеса-наречена | Граф Руген     | Сезон 1, епізод 6 — «Розділ шостий: Вогняне болото» |

#### Сценарист
| Рік       | Назва          | Примітки |
| --------- | -------------- | --- |
| 2001–2002 | Виховання тата | Написані епізоди: 1. Сезон 1, епізод 5 — «Боротьба за ваше право на вечірку» (2 листопада 2001) 2. Сезон 1, серія 13 — «Ментор Метт» (1 лютого 2002) |
| 2005–2012 | Офіс           | Написані епізоди: 1. Сезон 1, епізод 2 — «День різноманітності» (29 березня 2005) 2. Сезон 2, епізод 2 — «Сексуальні домагання» (27 вересня 2005) 3. Сезон 2, епізод 4 — «Вогонь» (11 жовтня 2005) 4. Сезон 2, серія 15 — «Хлопчики та дівчатка» (2 лютого 2006) 5. Сезон 3, серія 5 — «Посвята» (19 жовтня 2006) 6. Сезон 3, серія 20 — «Навчання з безпеки» (12 квітня 2007) 7. Сезон 4, епізод 9 — «Місцева реклама» (25 жовтня 2007) 8. Сезон 4, серія 14 — «Chair Model» (17 квітня 2008) 9. Сезон 5, епізод 13 — «Газета сімейства Принс» (22 січня 2009) 10. Сезон 5, серія 22 — «Команда мрії» (9 квітня 2009) 11. Сезон 6, серія 21 — «Щаслива година» (25 березня 2010) 12. Сезон 7, серія 2 — «Консультація» (30 вересня 2010) 13. Сезон 7, епізод 17 — «Рівень загрози „Опівночі“» (17 лютого 2011) 14. Сезон 8, серія 1 — «Список» (22 вересня 2011) 15. Сезон 8, серія 24 — «Безкоштовна студія сімейних портретів» (10 травня 2012) Премія Гільдії сценаристів Америки за комедійний серіал (2006) Номінація — Премія Гільдії сценаристів Америки за комедійний серіал (2005, 2007—2010) Номінація — Премія Гільдії сценаристів Америки за новий серіал (2005) Номінація — Премія Гільдії сценаристів Америки за епізодичну комедію (2005, 2007) |
| 2013      | Проєкт «Мінді» | Написані епізоди: 1. Сезон 1, серія 13 — «Гаррі & Саллі» (29 січня 2013) Номінація: Премія Гільдії сценаристів Америки за новий серіал (2012) |
| 2021      | Приміщення     | Написані епізоди: 1. Сезон 1, серія 1 — «Секс-стрічка про соціальну справедливість» (16 вересня 2021 р.) 2. Сезон 1, серія 2 — «Хвилина тиші» (16 вересня 2021 р.) 3. Сезон 1, серія 3 — «Балада Джессі Вілера» (23 вересня 2021 р.) 4. Сезон 1, серія 4 — «Коментар» (30 вересня 2021 р.) 5. Сезон 1, серія 5 — «Заглушка для стику» (7 жовтня 2021) |

#### Режисер
| рік  | Назва          | Сезон    | Епізод          | Назва                                   | Дата ефіру           | Примітки |
| ---- | -------------- | -------- | --------------- | --------------------------------------- | -------------------- | -------- |
| 2009 | Офіс: шантаж   |          | Епізод 1        | «Оскар»                                 | 7 травня 2009 року   | Вебізоди |
| 2009 | Офіс: шантаж   | Епізод 2 | «Енді»          |                                         | 7 травня 2009 року   | Вебізоди |
| 2009 | Офіс: шантаж   | Епізод 3 | «Келлі»         |                                         | 7 травня 2009 року   | Вебізоди |
| 2009 | Офіс: шантаж   | Епізод 4 | «День зарплати» |                                         | 7 травня 2009 року   | Вебізоди |
| 2009 | Офіс           | 6 сезон  | Епізод 12       | «Дитини Скотта»                         | 3 грудня 2009 року   |          |
| 2011 | Офіс           | 7 сезон  | Епізод 14       | «Семінар»                               | 27 січня 2011 року   |          |
| 2011 | Офіс           | 8 сезон  | Епізод 1        | «Список»                                | 22 вересня 2011 року |          |
| 2012 | Офіс           | 8 сезон  | Епізод 11       | «Дрібниці»                              | 12 січня 2012 року   |          |
| 2012 | Офіс           | 8 сезон  | Епізод 24       | «Безкоштовна студія сімейних портретів» | 10 травня 2012 року  |          |
| 2013 | Проєкт «Мінді» | 1 сезон  | Епізод 15       | «Хвилинка Мінді»                        | 19 лютого 2013 року  |          |
| 2013 | Проєкт «Мінді» | 1 сезон  | Епізод 21       | «Санта Фе»                              | 9 квітня 2013 року   |          |
| 2021 | Приміщення     | 1 сезон  | Епізод 2        | «Хвилина мовчання»                      | 16 вересня 2021 р    |          |
| 2021 | Приміщення     | 1 сезон  | Епізод 3        | «Балада Джессі Вілера»                  | 23 вересня 2021 р    |          |

## Нагороди та номінації
| рік  | Група                                 | Нагорода                                              | Робота         |
| ---- | ------------------------------------- | ----------------------------------------------------- | -------------- |
| 2005 | Премія Гільдії сценаристів Америки    | Нова серія                                            | Офіс           |
| 2005 | Премія Гільдії сценаристів Америки    | Епізодична комедія — за епізод «День різноманітності» | Офіс           |
| 2005 | Премія Гільдії сценаристів Америки    | Комедійний серіал                                     | Офіс           |
| 2006 | Премія Гільдії кіноакторів            | Видатна гра ансамблю в комедійному серіалі            | Офіс           |
| 2006 | Нагороди Гільдії письменників Америки | Комедійний серіал                                     | Офіс           |
| 2007 | Премія Гільдії кіноакторів            | Видатна гра ансамблю в комедійному серіалі            | Офіс           |
| 2007 | Еммі                                  | Найкращий комедійний серіал                           | Офіс           |
| 2007 | Премія Гільдії сценаристів Америки    | Епізодична комедія — за епізод «Місцева реклама»      | Офіс           |
| 2007 | Премія Гільдії сценаристів Америки    | Комедійний серіал                                     | Офіс           |
| 2008 | Премія Гільдії кіноакторів            | Видатна гра ансамблю в комедійному серіалі            | Офіс           |
| 2008 | Еммі                                  | Найкращий комедійний серіал                           | Офіс           |
| 2008 | Премія Гільдії сценаристів Америки    | Комедійний серіал                                     | Офіс           |
| 2009 | Премія Гільдії кіноакторів            | Видатна гра ансамблю в комедійному серіалі            | Офіс           |
| 2009 | Еммі                                  | Найкращий комедійний серіал                           | Офіс           |
| 2009 | Премія Гільдії сценаристів Америки    | Комедійний серіал                                     | Офіс           |
| 2009 | Премія Призма                         | Виступ у комедійному серіалі                          | Офіс           |
| 2010 | Премія Гільдії кіноакторів            | Видатна гра ансамблю в комедійному серіалі            | Офіс           |
| 2010 | Еммі                                  | Найкращий комедійний серіал                           | Офіс           |
| 2010 | Премія Гільдії сценаристів Америки    | Комедійний серіал                                     | Офіс           |
| 2011 | Премія Гільдії кіноакторів            | Видатна гра ансамблю в комедійному серіалі            | Офіс           |
| 2011 | Еммі                                  | Найкращий комедійний серіал                           | Офіс           |
| 2012 | Премія Гільдії кіноакторів            | Видатна гра ансамблю в комедійному серіалі            | Офіс           |
| 2012 | Премія Гільдії сценаристів Америки    | Нова серія                                            | Проєкт «Мінді» |